# Brunhättad skogssångare
Brunhättad skogssångare (Setophaga palmarum) är en tätting i familjen skogssångare som påminner om en piplärka genom att olikt sina släktingar födosöka på marken, dessutom kontant vaggande och vippande på stjärten.

## Utseende och läte
Brunhättad skogssångare är en rätt stor och långstjärtad skogssångare med en kroppslängd på tolv till 14 centimeter. I grunden är den olivbrun ovan med gulaktig övergump och i flykten syns tydligt vita hörn på den mörka stjärten. Undertill är den gul på strupen opch undergumpen, fåglar av den östliga underarten (se nedan) även gul på buken. I häckningsdräkt har den rödbrun hätta och streckning på flankerna. Utanför häckningstid är den blekare färgad, gulast på undergumpen och med tydligt mörkt ögonstreck och blekt ögonbrynsstreck.
Fågelns sång är en monoton ringande drill, medan lätet är ett vasst tjick.

## Levnadssätt
Fågeln häckar i taiga kring myrar. Under flyttningen och vintertid ses den i ogräsfält, skogskanter, häckar och andra områden med spridda träd och buskar. Den lever huvudsakligen av insekter som skalbaggar, flugor och fjärilslarver, vintertid även bär och frön. Den födosöker i större utsträckning på marken än andra skogssångare, varvid den konstant vippar och vaggar på stjärten, ett beteende den endast delar med banksianaskogssångare och snårskogssångare. Den kan också ses göra utfall från en låg buske eller träd som en flugsnappare.
Brunhättad skogssångare placerar sitt skålformade bo på eller nära marken, oftast intill en trädstam eller buske. Den lägger fyra till fem vita ägg med bruna och lavendelfärgade fläckar.
Arten lever parvis under häckningstid. Vintertid födosöker den gärna tillsammans med sparvar, rödkronad kungsfågel, tallskogssångare och gulgumpad skogssångare.

## Utbredning och systematik
Brunhättad skogssångare delas upp i två underarter med följande utbredning:
- Setophaga palmarum palmarum – häckar från centrala och östra Kanada till norra USA. Den övervintrar i Västindien så långt söderut som till Nicaragua.
- Setophaga palmarum hypochrysea – häckar i sydöstra Kanada och nordöstra USA. Den övervintrar på USA:s västkust så långt söderut som till centrala Florida, och utmed norra kusten av Mexikanska golfen.

Arten är en mycket sällsynt gäst i Europa med endast ett godkänt fynd: 5 oktober 1997 på Island.

### Släktestillhörighet
Tidigare placerades den tillsammans med ett stort antal andra arter i släktet Dendroica. DNA-studier från 2010 visar dock att rödstjärtad skogssångare (Setophaga ruticilla) är en del av denna grupp. Eftersom Setophaga har prioritet före Dendroica inkluderas numera alla Dendroica-arter i Setophaga.

## Status och hot
Arten har ett stort utbredningsområde och en stor population, och tros öka i antal. Utifrån dessa kriterier kategoriserar IUCN arten som livskraftig (LC). Världspopulationen uppskattas till 13 miljoner häckande individer, varav 98 % häckar i Kanada.

## Namn
Johann Friedrich Gmelin som beskrev den 1789 gav den det vetenskapliga namnet palmarum efter typexemplaret som insamlades på Hispaniola där det finns många palmträd. Än idag heter den Palm Warbler på engelska.